# اوریاک -لاگاست
اوریاک -لاگاست (به فرانسوی: Auriac-Lagast) یک کمون در فرانسه است که در canton of Cassagnes-Bégonhès واقع شده‌است. اوریاک -لاگاست ۳۰٫۷۶ کیلومتر مربع مساحت دارد ۶۸۰ متر بالاتر از سطح دریا واقع شده‌است.